# La Gudiña (parroquia)
La Gudiña (llamada oficialmente San Martiño e San Pedro da Gudiña) es una parroquia y una villa española del municipio de La Gudiña, en la provincia de Orense, Galicia.

## Toponimia
La parroquia también es conocida por el nombre de San Martín y San Pedro de La Gudiña.

## Organización territorial
La parroquia está formada por dos entidades de población:
- A Gudiña
- A Venda do Espiño

## Demografía

### Parroquia
| Gráfica de evolución demográfica de La Gudiña (parroquia) entre 2000 y 2022 |
|                                                                             |
| Datos según el nomenclátor publicado por el INE.                            |

### Villa
| Gráfica de evolución demográfica de A Gudiña (villa) entre 2000 y 2022 |
|                                                                        |
| Datos según el nomenclátor publicado por el INE.                       |